# Advanced Television Systems Committee

Utilisation des principaux formats de télédiffusion numérique dans le monde

Le Advanced Television Systems Committee (ATSC) est le groupe qui a contribué au développement du nouveau standard de télévision numérique aux États-Unis, qui porte le même nom. Celui-ci a été aussi adopté par le Canada, le Mexique et la Corée du Sud. Il doit remplacer le système analogique NTSC actuel. Il peut produire des images de type Wide Screen 16:9 de résolution maximum 1 920 × 1 080 pixels, soit six fois mieux que l'ancien système NTSC. Différentes tailles d'image sont supportées. Jusqu'à six canaux virtuels SDTV peuvent être inclus dans une émission simple. ATSC se vante également d'avoir une qualité audio de type cinéma parce qu'elle emploie le format Dolby Digital (AC-3) qui fournit du « 5.1 » multicanal. Un nombre important de services de type données peuvent également être fournis.
ATSC coexiste avec les normes Digital Video Broadcasting (DVB) et ISDB.
Les diffuseurs ATSC doivent maintenir un signal analogique sur deux canaux séparés, parce que le système ATSC exige l'utilisation d'un canal entier de 6 MHz. Celui-ci a été critiqué car il est considéré comme compliqué et cher à mettre en œuvre et à employer. Beaucoup d'aspects de l'ATSC sont brevetés, comme le codage audio AC-3, et la modulation 8VSB (en).
Les standards ATSC sont souvent ambigus, un exemple est la norme EIA-708 pour les sous-titres[réf. nécessaire].

## Résolution
L'ATSC supporte un ensemble de résolution et de débit d'images. Voici une liste de formats :
SDTV
480i60 (NTSC), 480p24, 480p30 576i50 (PAL, SECAM), 576p25
EDTV
480p60, 576p50
HDTV
720i50, 720i60, 720p24, 720p25, 720p30, 720p50, 720p60
1080i50, 1080i60, 1080p24, 1080p25, 1080p30, 1080p50, 1080p60
Comme on peut le voir, il existe aussi bien des formats en mode entrelacé ou non entrelacé, sauf pour la résolution la plus élevée (1 080 lignes) où il n'est pas possible d'avoir 50 ou 60 images en mode non entrelacé. Une transmission sans fil terrestre demande 19,39 Mbit/s, à comparer au débit d'un DVD qui a typiquement une limite supérieure à 9 ou 10 Mbit/s.